# Пједипатерно
Пједипатерно је насеље у Италији у округу Перуђа, региону Умбрија.
Према процени из 2011. у насељу је живело 117 становника. Насеље се налази на надморској висини од 314 м.